# 阿克尔曼州
阿克尔曼州（烏克蘭語：Акерманська область）是蘇聯烏克蘭蘇維埃社會主義共和國的一個州，前身是羅馬尼亞王國的南比薩拉比亞地區。1940年8月7日設州，首府阿克尔曼（今比爾霍羅德-德涅斯特羅夫斯基）。12月7日州府遷至伊茲梅爾，州名因跟隨改為伊茲梅爾州。